# Chloropipo flavicapilla
El saltarin amarillo (Chloropipo flavicapilla), también denominado saltarín dorado (en Colombia), saltarín cabeciamarillo (en Ecuador) o bailarín de cabeza amarilla, es una especie de ave paseriforme de la familia Pipridae, una de las dos pertenecientes al género Chloropipo. Es nativo de regiones andinas del noroeste de América del Sur. 

## Distribución y hábitat
Se distribuye por la zona subtropical de los Andes localmente en Colombia (en la cordillera occidental en Valle y Cauca, en la pendiente occidental de la cordillera central en Antioquia y Huila, posiblemente también en la ladera oriental en el oeste de Putumayo) y en el norte y centro de Ecuador (pendiente oriental en el oeste de Napo y Tungurahua).
Esta especie es considerada  rara y local en sus hábitats naturales: el sotobosque y el estrato medio de bosques de montaña de los Andes, entre los 1200 y 2400 m de altitud.

## Descripción
Mide 12 cm de longitud. La corona y los lados del cuello del macho son de color amarillo oro. El dorso es verde oliva brillante. Las mejillas y la garganta son de color oliva amarillento, más pálido en el pecho, hasta volverse amarillo en el vientre. En la hembra el amarillo de la corona y el cuello es débil e incluso puede faltar. El iris es anaranjado o rojizo.

## Estado de conservación
El saltarín amarillo ha sido calificado como vulnerable por la Unión Internacional para la Conservación de la Naturaleza (IUCN) debido a que su población total, estimada en 6700 individuos maduros, se sospecha estar en declinio moderadamente rápido debido a la pérdida de hábitat. El nivel de fragmentación del hábitat dentro de su zona ha sido descrito como severo. Los trabajos de campo confirman que la especie está en declinio y que puede estar desapareciendo de algunas localidades. También se ha notado que la especie ocupa un rango altitudinal en el cual la tasa de deforestación es alta.

### Amenazas
La mayoría de su rango está dentro de tierras propicias para la agricultura, algunas de las cuales ya han sido limpias y el resto está probablemente amenazado.

### Acciones de conservación
Se desconocen.

## Sistemática

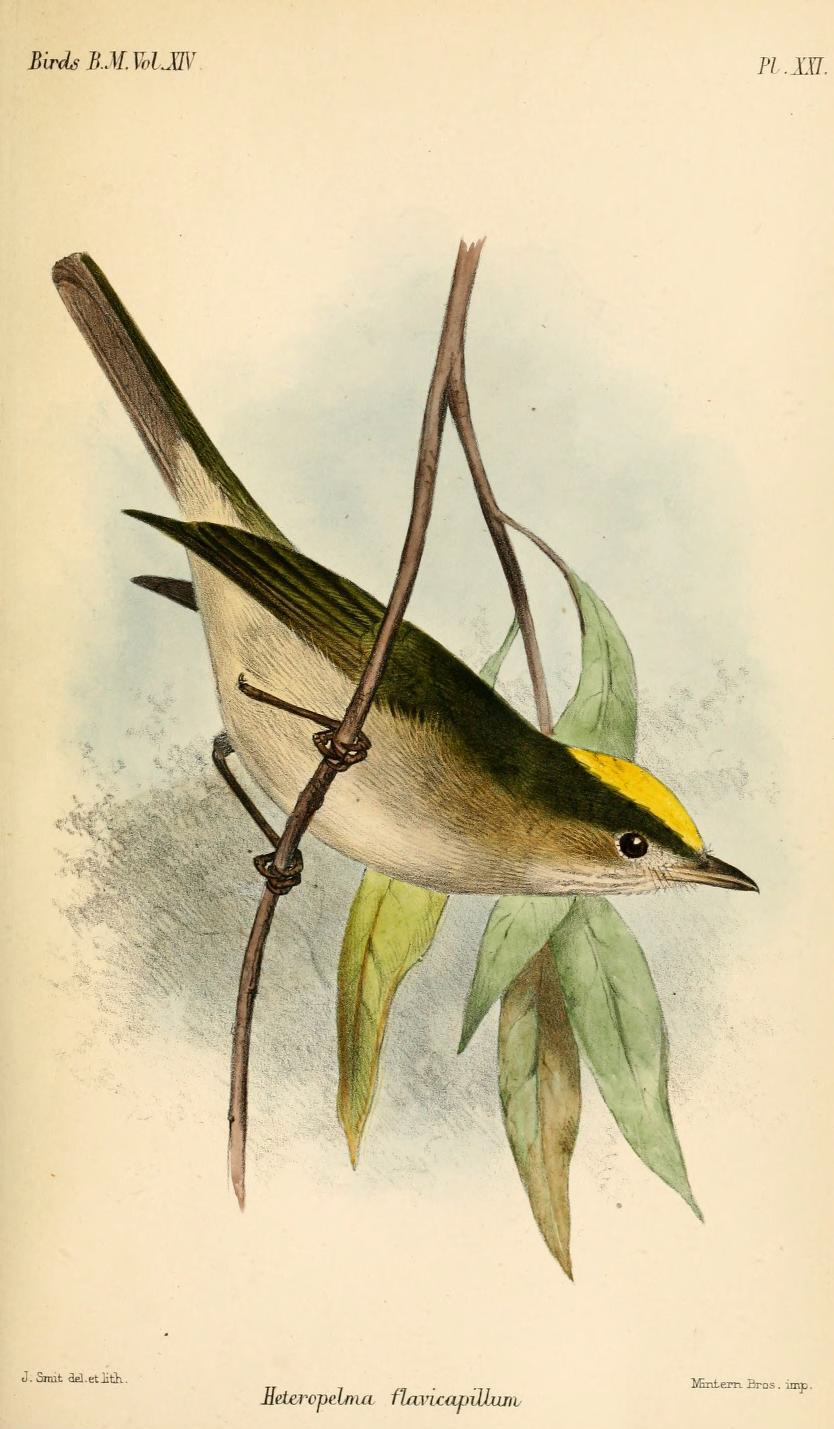
Heteropelma flavicapillum; ilustración de Smit para Catalogue of the Birds in the British Museum, 1888.

### Descripción original
La especie C. flavicapilla fue descrita por primera vez por el zoólogo británico Philip Lutley Sclater en 1852 bajo el nombre científico Pipra flavicapilla; su localidad tipo es: «Nouvelle-Grenade = Colombia; presumiblemente en la región de Bogotá».

### Etimología
El nombre genérico masculino «Chloropipo» se compone de las palabras del griego «khlōros » que significa ‘verde pálido’, ‘amarillo’, y «pipōn o piprō», una pequeña ave no identificada; y el nombre de la especie «flavicapilla», se compone de las palabras del latín «flavus» que significa ‘amarillo’, y «capillus» que significa ‘de cabeza’.

### Taxonomía
Es monotípica.